# 楚措拉战役
楚措拉战役在1620年10月7日于摩尔多瓦普鲁特河附近爆发，作战双方为波兰立陶宛联邦（得到摩尔达维亚叛军余部支持）与奥斯曼帝国（得到诺盖人支持），本次戰役結果是波軍慘敗、主帥若乌凯夫斯基被殺，讓波蘭貴族大為震動。但隔年波蘭瑟姆增兵抵土，最终在1621年的霍腾战役中逼和土耳其，雙方立約互有得失。

## 战役背景
因为联邦派遣到伊斯坦布尔的外交使节团未能完成任务，再加上双方撕毁布沙条约（因为哥萨克与鞑靼人继续在波土边界作乱），联邦与奥斯曼之间的关系在1620年初急转直下。双方开始为战争作准备，虽然那时双方都未准备好。奥斯曼帝国准备在1621年发动战争，而此时联邦瑟姆拒绝将指挥官要求的大部分资金提供给后者。上议院秘密委员会最终在哈布斯堡王室的劝说下，决定在1620年将联邦军队派往前线——即使瑟姆的众多议员都认为，波兰军队兵员并不充足，也未完全准备好。已经七十岁高龄的指挥官斯坦尼斯瓦夫·若乌凯夫斯基（联邦政策并没有让政府官员，譬如这样的指挥官强制退休的规定）预知到将会与奥斯曼帝国发生冲突，决定在国外会见土耳其部落，很明显，摩尔达维亚会成为其中一个选择。
指挥官若乌凯夫斯基与科涅茨波尔斯基带兵至楚措拉（罗马尼亚雅西县一镇）与特米尔汗（坎提米尔）作战。波军由科莱茨基家族、扎斯瓦夫斯基家族、卡扎诺夫斯基家族与波托茨基家族的四个权贵家族的私人军队组成（其中有2000名步兵，且几乎无哥萨克骑兵）。这支军队在9月进入摩尔达维亚。名义上是奥斯曼帝国封臣的摩尔达维亚统治者加斯帕尔·格拉齐亚尼决定叛变，支持联邦与奥斯曼人作战。格拉齐亚尼将雅西的土耳其新军杀死，将苏丹奥斯曼二世（曾命令格拉齐亚尼退位，并将他押至伊斯坦布尔）的使节囚禁，并希望撤退，但在若乌凯夫斯基的逼迫下，还是让他的军队加入波兰阵营。但很多摩尔达维亚波雅尔为了保卫自己的庄园不被没有纪律的联邦权贵军队抢掠而各奔东西，而其他人决定维持观望态度，待情况明了后，加入胜利的一方。最后只有几百（600-1000兵力）人的摩尔达维亚叛乱支持者加入联邦一方。若乌凯夫斯基命令军队在楚措拉加强营地防御（在先前的战争中建造）。

## 战役
9月10日，联邦军队在楚措拉附近遭遇奥查科夫（奥齐）总贝伊伊斯坎德尔·帕沙指挥下的鞑靼人与奥斯曼军队，以及瓦拉几亚分遣队（13000人-22000人）。这支军队受奥斯曼苏丹派遣，以支持加布列尔·贝斯伦与哈布斯堡王室作斗争。鞑靼军队让联邦卫兵感到吃惊，俘虏了很多人。在战役的第一天（18日），大部分摩尔达维亚叛军决定反戈一击，进攻波兰侧翼。雇佣兵、私人军队和他们的权贵指挥官缺少训练与士气。斯坦尼斯瓦夫·科涅茨波尔斯基在随后的战役中指挥联邦军队右翼。9月19日，虽然波军依然试图保住他们的阵地，但很明显，波军已经战败了；科涅茨波尔斯基在9月20日（或21日）试图防止军队崩溃。9月29日，联邦军队利用车阵突破奥斯曼军队的包围，开始撤退。但是，在格拉齐亚尼贿赂了部分权贵后，私人军队开始逃走，一些雇用骑兵畏战而逃。这是接下来的事情的开端。撤退时的连续进攻（譬如10月3日较为激烈的一次）被击退了，这只是因为部队在看到德涅斯特河与波兰边界后，就开始崩溃了。
在10月6日另一次大进攻后，大部分权贵与贵族不顾步兵和营地，私自向北撤退。他们便这样将整个联邦军队绑上了死亡的快车：大部分波军士兵被杀或被俘。在接下来的战役中，若乌凯夫斯基被杀，科涅茨波尔斯基、斯坦尼斯瓦夫·“雷维拉”·波托茨基、博格丹·赫梅利尼茨基等及其他许多人（塞缪尔·科莱茨基、米克瓦伊·斯特鲁希、米克瓦伊·波托茨基、扬·若乌凯夫斯基、乌卡什·若乌凯夫斯基）被俘。若乌凯夫斯基的头颅被插在一支矛上，并送到苏丹那里；科雷茨基公爵因为经常干涉摩尔达维亚的边界问题，在伊斯坦布尔监狱被处决。 
在这场重大胜利下，奥斯曼二世在大维齐尔阿里·帕沙和加布列尔·贝斯伦的劝说下，决定稳固，甚至加强自己的权利。亚历山大·伊利阿什被任命为摩尔达维亚统治者，叛变的格拉齐亚尼在9月29日逃跑时被杀。

## 后续
1621年，兵力打200000到250000人的土耳其精锐部队在奥斯曼二世的指挥下，从艾德尔内挺进到波兰边界。土耳其人受到楚措拉战争胜利的鼓舞，十分希望征服当时是波兰一部分的乌克兰。波兰指挥官扬·卡罗尔·霍德凯维奇在1621年带着35000兵马与哥萨克支持者渡过德涅斯特河，加强霍腾要塞的防御，截断鄂圖曼人的进攻路线，让鄂圖曼军队挺进极为缓慢。联邦军队在那里待了一整月（9月2日-10月9日），联邦指挥官拦住了苏丹，知道第一场秋雪来临（霍腾战役）。天气与40000人的减员迫使奥斯曼二世重开谈判。在围攻战开始的几天前，联邦年事已高的指挥官在1624年9月24日因疲劳死在了要塞中。这次战役双方僵持不下，随后的霍腾条约也体现了这一点，这份条约对联邦做了些许的妥协，但是也满足了鄂圖曼人所有的要求。 
奥斯曼二世将这次战争的僵持不下归咎于土耳其新军士气的缺乏与堕落。他对鄂圖曼军队的现代化改革并没有受到土耳其新军与保守的知识分子阶层的欢迎。土耳其新军与伊斯兰学校学生在1622年5月18日起事，奥斯曼二世遭到废黜，5月22日，他被掌握大权的起义者杀死。

## 进阶阅读
- Podhorodecki, Leszek (1978). Stanisław Koniecpolski ok. 1592–1646. Wydawnictwo Ministerstwa Obrony Narodowej. ISBN B0000E946H, 第65-100页